# ガルム

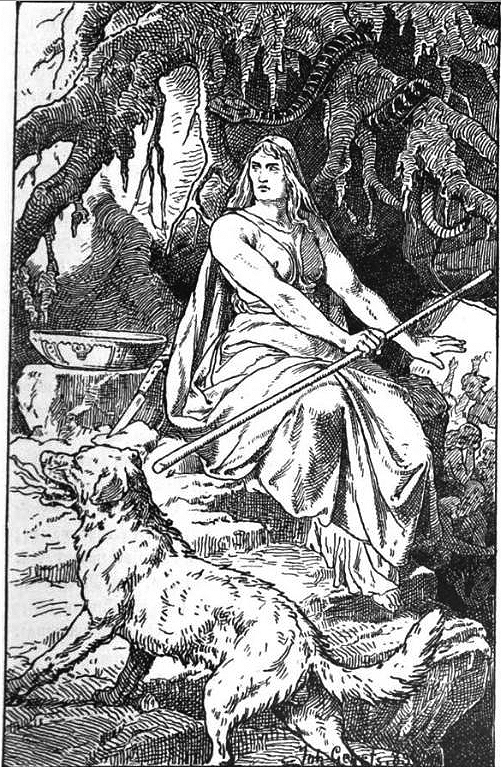
ヘルとガルム

ガルム（Garm）は、北欧神話に登場する番犬。
ヘルヘイムにあるヘルの館「エーリューズニル」の番犬で、入り口にある洞窟グニパヘリルに繋がれている。無闇に冥界へと近づく者たちを追い払い、冥界から逃げ出そうとする死者を見張る。
『グリームニルの言葉』では「犬のうち最高のもの」と評されている。ラグナロクの際に自由になり、ガルムが死に際にテュールの喉を噛み切り相打ちになる。
見た目は狼犬に似て巨大な身体であり、胸元には渇いた血がついており、その胸元の血は死者の血である。フェンリルと同一視されることがある。